# Ротонда Святой Екатерины
Ротонда Святой Екатерины (чеш. Rotunda svaté Kateřiny) — ротонда в романском стиле, расположенная в Зноймо на территории городского замка. Является ценнейшим культурным и туристическим объектом города, входит в список национальных памятников культуры Чешской Республики с 3 мая 1958 года. Известна своими романскими фресками, самыми старыми в Чехии.

## История
Уже в бронзовом веке на территории Зноймо жили люди. И уже тогда на месте ротонды стояла несохранившаяся постройка, вероятно обладавшая культовым значением.
Ротонда была возведена в форбурге замка Зноймо. Форбург был построен в начале XI века, в период от 1019, когда династия Пржемысловичей захватила Моравию, до 1037 года, во время правления Бржетислава I. Ротонда служила замковой капеллой, посвящённой Вознесению Девы Марии, что было установлено по надписи на латинском, обнаруженной при реставрации в 1949 году. Изначальная ротонда, возможно, была выстроена лишь во второй половине XI века, когда Моравия была разделена на три удельных княжества (Брно, Зноймо и Оломоуц). Первое её упоминание относится к 1100 году, когда князь Борживой II праздновал здесь свою свадьбу.
В начале XII века, вероятно около 1134 года, по случаю свадьбы зноемского князя Конрада II с Марией, дочерью сербского жупана Уроша I Вукановича, ротонда была перестроена, у неё сменился духовный покровитель на Святую Екатерину, и появились фрески.

## Описание
Ротонда состоит из цилиндрического нефа и полукруглой апсиды, расположенной на восточной стороне. Построена из скрепленных раствором необработанных камней. Интерьер ротонды покрыт фресками, изображающими Библейские сцены, эпизоды из истории династии Пржемысловичей и несколько десятков изображений неизвестных персон, расположенных в несколько рядов, — видимо, чешских и моравских князей. Идентифицированы лишь несколько человек, — легендарный основатель династии Пржемысл Пахарь, первый король Богемии Вратислав II и заказчики фресок, Конрад II и Мария. Изображения в несколько параллельных полос покрывали всю поверхность внутренних стен ротонды в апсиде и нефе, от пола и до купола.
Ценность фресок в интерьере ротонды состоит не только в их возрасте, но и в том, что кроме религиозных сюжетов они содержат и политические, направленные на восхваление правящей в то время династии Пржемысловичей.